# Военно-морская служба Ирландии
Военно-морская служба Ирландии (англ. Irish Naval Service, ирл. Seirbhís Chabhlaigh na hÉireann) — морская составляющая сил обороны Ирландии.
Численность ВМС Ирландии составляет 1144 чел., корабельный состав — 8 патрульных кораблей. Главная база находится на острове Холбоулин в заливе Корк.
Корабли ВМС Ирландии носят традиционные ирландские женские имена, взятые из истории и кельтской мифологии. Их названия всегда предваряет префикс LÉ (ирл. Long Éireannach — ирландский корабль).

## История
В соответствии с англо-ирландским договором 1921 года, обрётшая свою независимость Ирландия образовывала собственные полицейские формирования, однако контроль над ирландскими территориальными водами по-прежнему осуществлялся флотом Великобритании.
В августе 1922 года судно Lady Wicklow, принадлежащее «British & Irish Steam Packet Company», было использовано для доставки бойцов Ирландской национальной армии в порт Фенит, графство Керри. Это событие принято считать первой ирландской морской операцией.
В 1923 году была образована Ирландская береговая и морская служба (Coastal and maritime service, CMS), однако менее чем через год она была расформирована. Единственный ирландский военный корабль этого периода носил название Muirchú и представлял собой вооружённую паровую яхту, ранее принадлежавшую Великобритании под именем Helga. Пароход был перевооружён в 1936 году. Ирландское правительство купило его для охраны рыбацких промыслов.
В 1938 году Великобритания покинула три арендованных у Ирландии гавани, Cork Harbour, Bere Haven и Lough Swilly. Тогда же под ирландским флагом появился корабль Fort Rannoch. В 1939 году правительство Ирландии заказало в Великобритании два торпедных катера. С началом Второй Мировой войны была образована Marine and Coastwatching Service — Служба моря и береговой охраны, для её расширения были дополнительно заказаны ещё четыре аналогичных катера, таким образом к концу 1940 года корабельный состав включал 6 торпедных катеров и 4 разнотипных корабля.
В годы войны образованная служба регулировала торговое мореплавание, осуществляла защиту рыбаков, произвела оборонительные минные постановки близ Корка и Уотерфорда. К концу войны численность корабельного состава не изменилась, количество персонала составляло около 300 человек. С 1942 года служба была переименована в военно-морскую службу Ирландии (англ. Irish Marine Service).
Формально днём образования военно-морской службы в современном виде считается 1 сентября 1946 года.

## Организационный состав
ВМС Ирландии включают:
- штаб;
- оперативное командование[англ.];
  - штаб;
  - секция разведки и охраны рыболовства;
  - флотилия патрульных кораблей;
- командование поддержки[англ.];
  - штаб;
  - отдел машиностроения и военно-морских верфей;
  - отдел базового материально-технического обеспечения;
  - отдел вооружения и электроники;
- военно-морской колледж[англ.];
  - штаб;
  - техническая школа;
  - линейная школа;
  - офицерская школа;
  - национальный морской колледж Ирландии[англ.].
- отделение ныряльщиков[англ.]

## Пункты базирования
Главная база находится на острове Холбоулин (Haulbowline) в заливе Корк.

## Боевой состав

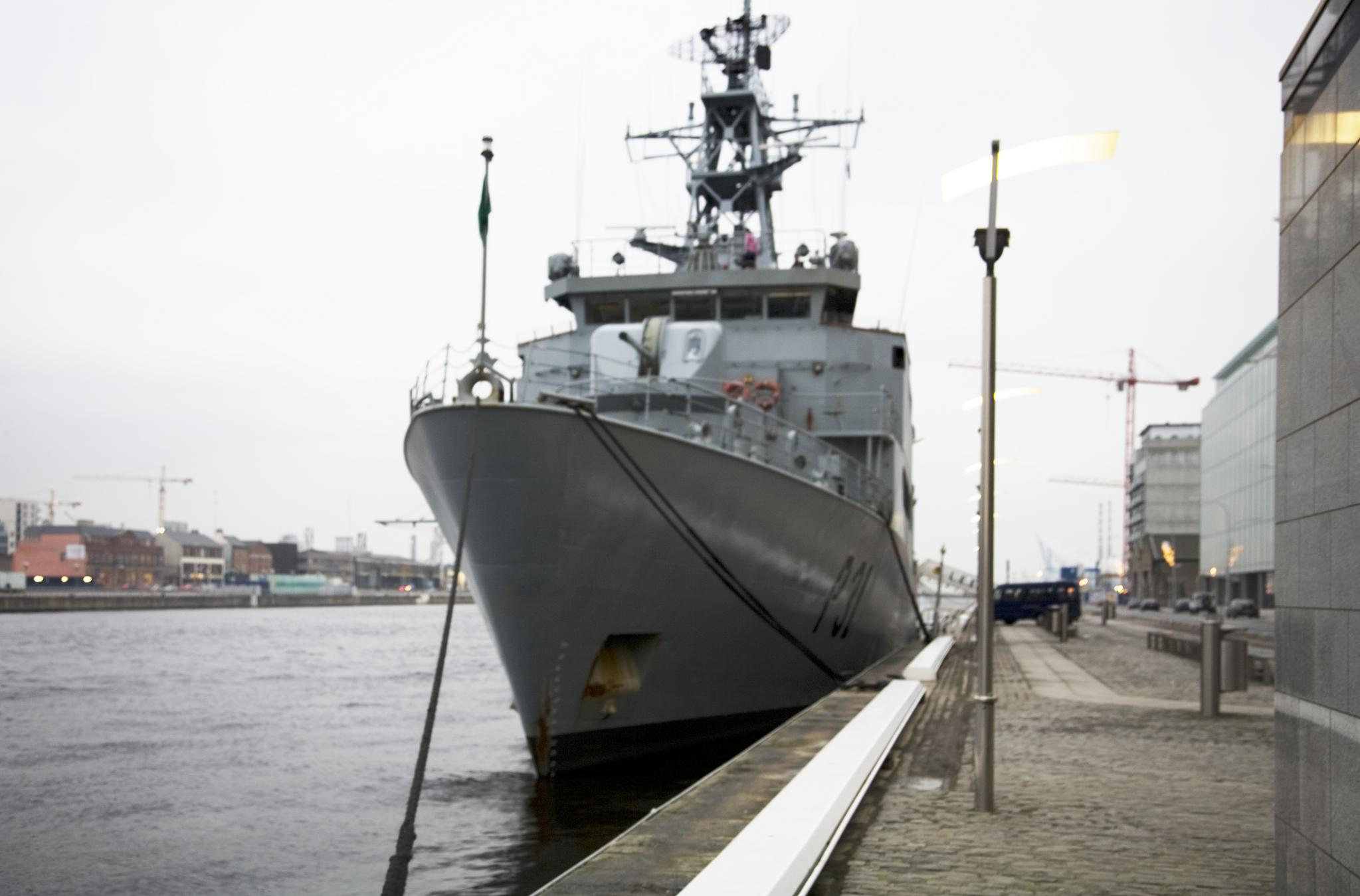
LÉ «Eithne» в Дублине, 2007 год.

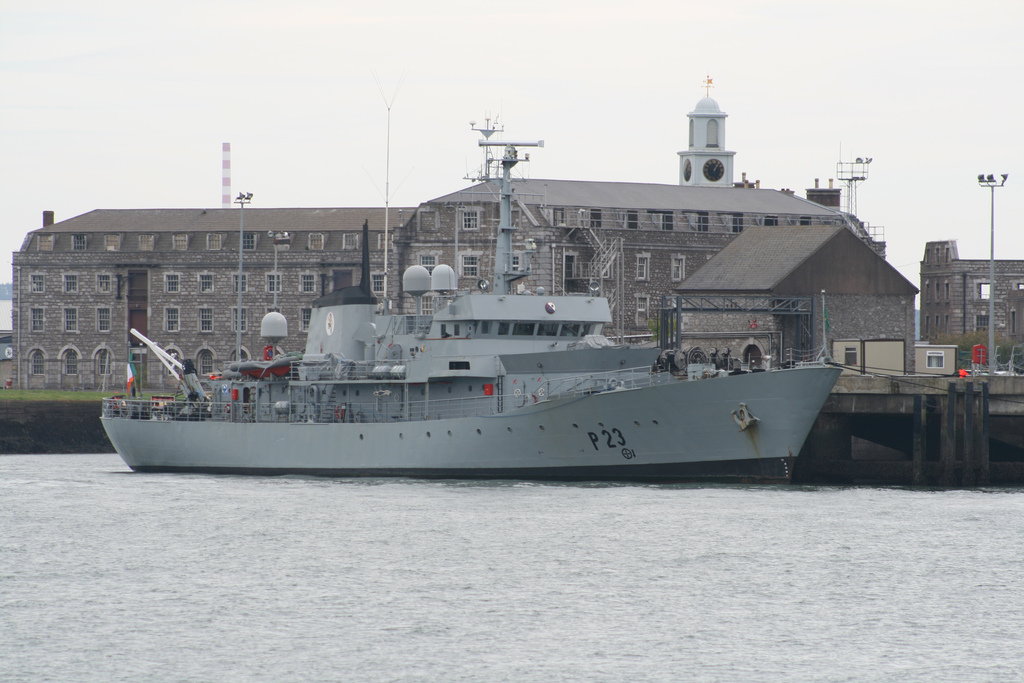
LÉ «Aisling» (P23)

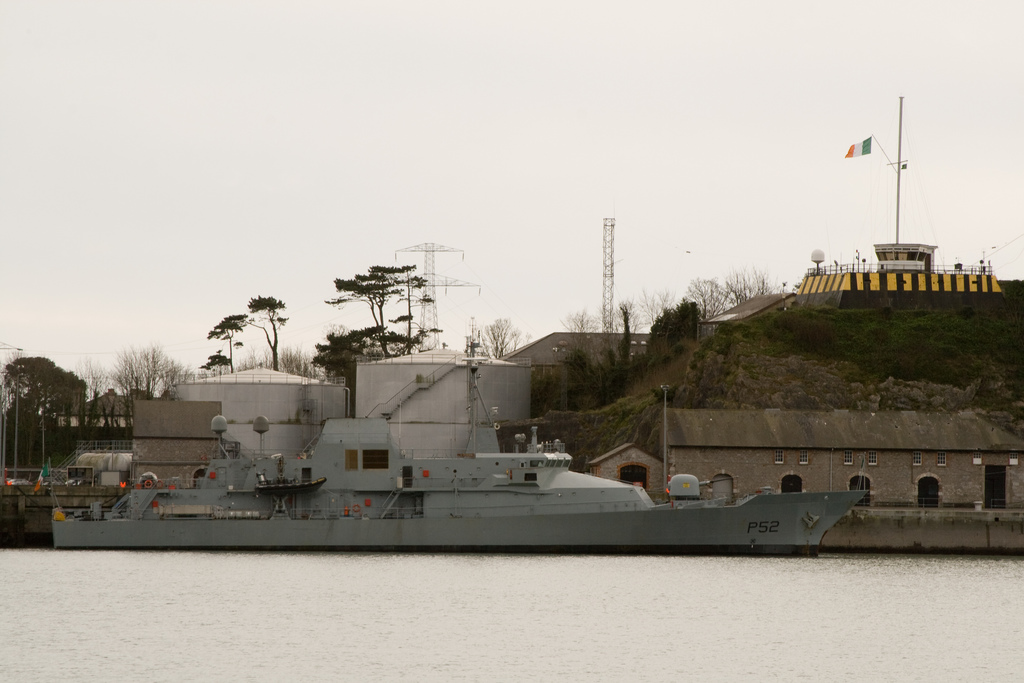
LÉ «Niamh» в гавани Холбоулин, 2008 год.

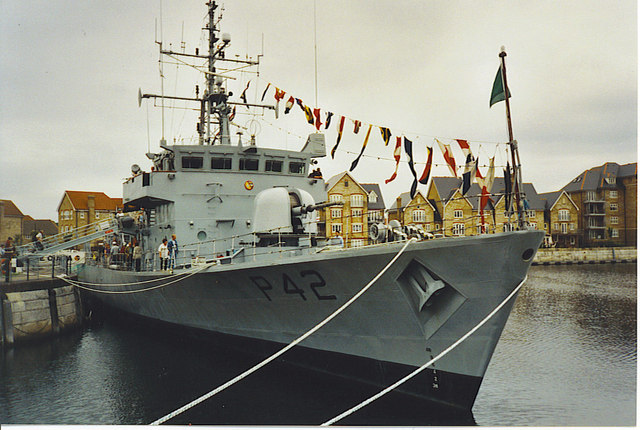
LÉ «Ciara», 2002 год.

### Действующие корабли ВМС Ирландии
| Тип                                      | Номер вымпела      | Наименование            | В составе флота    | Примечания         |                    |
| Сторожевые корабли                       | Сторожевые корабли | Сторожевые корабли      | Сторожевые корабли | Сторожевые корабли | Сторожевые корабли |
| ---------------------------------------- | ------------------ | ----------------------- | ------------------ | ------------------ | ------------------ |
| патрульный корабль типа «Róisín»         | P51                | LÉ Róisín               | с 1999 года        |                    |                    |
| патрульный корабль типа «Róisín»         | P52                | LÉ Niamh                | с 2001 года        |                    |                    |
| патрульный корабль типа «Samuel Beckett» | P61                | LÉ Samuel Beckett       | с 2014 года        |                    |                    |
| патрульный корабль типа «Samuel Beckett» | P62                | LÉ James Joyce          | с 2015 года        |                    |                    |
| патрульный корабль типа «Samuel Beckett» | P63                | LÉ William Butler Yeats | с 2016 года        |                    |                    |
| патрульный корабль типа «Samuel Beckett» | P64                | LÉ George Bernard Shaw  | с 2019 года        |                    |                    |

### Исторические корабли ВМС Ирландии
| Тип                                     | Номер вымпела | Наименование | В составе флота | Выведен из состава флота | Примечания                           |
| Корветы                                 | Корветы       | Корветы      | Корветы         | Корветы                  | Корветы                              |
| --------------------------------------- | ------------- | ------------ | --------------- | ------------------------ | ------------------------------------ |
| корвет типа «Flower»                    | 01            | LÉ Macha     | 1946            | 1970                     | бывший HMS Borage (K120)             |
| корвет типа «Flower»                    | 02            | LÉ Maev      | 1946            | 1970                     | бывший HMS Oxlip (K123)              |
| корвет типа «Flower»                    | 03            | LÉ Cliona    | 1947            | 1970                     | бывший HMS Bellwort (K114)           |
| корвет типа «Peacock»                   | P41           | LÉ Orla      | 1989            | 8 июля 2022              | Бывший HMS Swift (P243)              |
| корвет типа «Peacock»                   | P42           | LÉ Ciara     | 1989            | 8 июля 2022              | Бывший HMS Swallow (P242)            |
| Минные тральщики                        |               |              |                 |                          |                                      |
| минный тральщик типа «Ton»              | CM10          | LÉ Grainne   | 1953            | 1987                     | бывший HMS Oulston (M1129)           |
| минный тральщик типа «Ton»              | CM11          | LÉ Banba     | 1971            | 1984                     | бывший HMS Alverton (M1129)          |
| минный тральщик типа «Ton»              | CM12          | LÉ Fola      | 1971            | 1987                     | бывший HMS Blaxton (M1131)           |
| Сторожевые корабли                      |               |              |                 |                          |                                      |
|                                         |               | Muirchú      | 1923            | 1947                     | бывший HMY «Helga»                   |
| патрульный корабль типа «Deirdre»       | P20           | LÉ Deirdre   | 1972            | 2000                     |                                      |
| патрульный корабль типа «Deirdre»       | P21           | LÉ Emer      | 1978            | 2013                     |                                      |
| патрульный корабль типа «Deirdre»       | P22           | LÉ Aoife     | 1979            | 2015                     |                                      |
| патрульный корабль типа «Deirdre»       | P23           | LÉ Aisling   | 1980            | 2016                     |                                      |
| патрульный вертолётоносец типа «Eithne» | P31           | LÉ Eithne    | 7 декабря 1984  | 8 июля 2022              | В прошлом флагман ВМС Ирландии       |
| Вспомогательные корабли                 |               |              |                 |                          |                                      |
|                                         | A15           | LÉ Setanta   | 1976            | 1984                     | Бывший корабль маячной службы Isolde |
|                                         | A16           | LÉ Ferdia    | 1977            | 1978                     | Бывший датский корабль Helen Basse   |

## Техника и вооружение
| Тип                     | Производство           | Назначение                                    | Количество             | Примечания             |                        |
| Корабельная артиллерия  | Корабельная артиллерия | Корабельная артиллерия                        | Корабельная артиллерия | Корабельная артиллерия | Корабельная артиллерия |
| ----------------------- | ---------------------- | --------------------------------------------- | ---------------------- | ---------------------- | ---------------------- |
| 76 mm OTO Melara        | Италия                 | артиллерийская установка                      |                        |                        |                        |
| Bofors 57mm Cannon      | Швеция                 | артиллерийская установка                      |                        |                        |                        |
| Bofors 40mm Cannon      | Швеция                 | артиллерийская установка                      |                        |                        |                        |
| Rheinmetall 20mm Cannon | Германия               | артиллерийская установка                      |                        |                        |                        |
| Стрелковое оружие       |                        |                                               |                        |                        |                        |
| М2 Browning             | США                    | 12,7 мм пулемёт                               |                        |                        |                        |
| FN MAG                  | Бельгия                | 7,62 мм пулемёт                               |                        |                        |                        |
| Steyr AUG               | Австрия                | 5,56 мм полуавтоматическая штурмовая винтовка |                        |                        |                        |
| Heckler & Koch USP      | Германия               | 9 мм полуавтоматический пистолет              |                        |                        |                        |

## Флаги кораблей и судов
| Флаг | Гюйс | Вымпел боевых кораблей |
| ---- | ---- | ---------------------- |
|      |      | нет данных             |

## Знаки различия

### Адмиралы и офицеры
| Категории               | Адмиралы      | Адмиралы      | Адмиралы      | Старшие офицеры    | Старшие офицеры    | Старшие офицеры        | Младшие офицеры   | Младшие офицеры   | Младшие офицеры | Младшие офицеры   |
| ----------------------- | ------------- | ------------- | ------------- | ------------------ | ------------------ | ---------------------- | ----------------- | ----------------- | --------------- | ----------------- |
|                         |               |               |               |                    |                    |                        |                   |                   |                 |                   |
| Ирландское звание       | Leas-Aimiréal | Seachaimiréal | Ceannasóir    | Captaen            | Ceannasaí          | Leifteanant-Cheannasaí | Leifteanant       | Fo-Leifteanant    | Meirgire        | Dalta             |
| Перевод                 | Вице-адмирал  | Контр-адмирал | Коммодор      | Кэптен             | Коммандер          | Лейтенант-коммандер    | Лейтенант         | Второй лейтенант  | Энсин           | Офицер-кадет      |
| Российское соответствие | Адмирал       | Вице-адмирал  | Контр-адмирал | Капитан 1-го ранга | Капитан 2-го ранга | Капитан 3-го ранга     | Капитан-лейтенант | Старший лейтенант | Лейтенант       | Младший лейтенант |

### Старшины и матросы
| Категории               | Подофицеры          | Подофицеры                     | Подофицеры                   | Подофицеры                | Подофицеры             | Подофицеры             | матросы             | матросы        | матросы |
| ----------------------- | ------------------- | ------------------------------ | ---------------------------- | ------------------------- | ---------------------- | ---------------------- | ------------------- | -------------- | ------- |
|                         |                     |                                |                              |                           |                        |                        |                     |                | нет     |
| Ирландское звание       | Oifigeach Barántais | Ard-Mhion-Oifigeach Sinsearach | Ard-Mhion-Oifigeach          | Mion-Oifigeach Sinsearach | Mion-Oifigeach         | Mairnéalach Ceannais   | Mairnéalach Inniúil | Mairnéalach    | Recruit |
| Российское соответствие | Старший мичман      | Мичман                         | Главный корабельный старшина | Главный старшина          | Старшина первой статьи | Старшина второй статьи | нет                 | Старший матрос | Матрос  |